# Мукошин
Мукошин (укр. Мукошин) — село в Любешовской поселковой общине Камень-Каширского района Волынской области Украины.
До 2020 года входило в Любешовский район.
Код КОАТУУ — 0723183603. Население по переписи 2022 года составляет 422 человека. Почтовый индекс — 44231. Телефонный код — 3362.

## Школа
1 сентября 2010 года состоялось торжественное открытие новой восьмилетней школы.